# برنار شميت
برنار شميت (بالفرنسية: Bernard Schmitt)‏ هو اقتصادي فرنسي، ولد في 1929، وتوفي في 26 مارس 2014.